# Burgstuhl (Ilsfeld)
Der Burgstuhl bei Gendach, einer Wüstung auf Gemarkung von Ilsfeld im Landkreis Heilbronn, war der Überrest einer mittelalterlichen Turmhügelburg. Der Turmhügel wurde 1948 bei der Begradigung der Schozach eingeebnet.

## Geschichte
Über die Geschichte der Burg gibt es keine urkundlichen Überlieferungen, jedoch lassen sich die Lage der Burg und die Zusammenhänge mit umliegenden Orten und Fernwegen noch über den einst vorhandenen Turmhügel und diverse Flurnamen herleiten.
Der 1102 erstmals erwähnte Ort Ilsfeld entstand durch den Zusammenschluss mehrerer um einen Herrenhof gelegenen Dörfern, wobei fünf Gemarkungen von ehemaligen Dörfern in Ilsfeld aufgegangen sind. Insgesamt lassen sich bei Ilsfeld zehn abgegangene früh- oder hochmittelalterliche Siedlungen nachweisen. Einige hundert Meter südöstlich von Ilsfeld lag die Siedlung Gendach, die bei der ersten Erwähnung Ilsfelds 1102 ebenfalls erwähnt wurde. Nochmals etwa 700 Meter östlich in Richtung Auenstein befand sich das 1468 genannte Burglehen. Ein Hügel in den Burgwiesen wurde 1507 als Burgstadel, 1521 als Burgstull und 1741 bzw. 1772 als Burgstuhl bezeichnet. Dieser Hügel wird als Überrest einer mittelalterlichen Burg betrachtet. Da der Weg von der Ortslage Gendach zum Burgstuhl Burgweg genannt wird, nimmt man an, dass die Burg und der Ort Gendach im Zusammenhang standen und es sich bei der Burg um den Sitz der niederadeligen Ortsherrschaft von Gendach handelte. Ähnliche mittelalterliche Turmburgen in der unmittelbaren Umgebung sind die Burgen Helfenberg und Wildeck.
Die spezielle und untypische Lage der Burg in den Niederungen der Schozach, umgeben von feuchtem Wiesenland (Flurnamen Ez bzw. Ezwiesen) gibt Rätsel auf. Gleichwohl lag Gendach an dem alten Fernweg von Heilbronn (Heilbronner Weg) nach Esslingen (Esslinger Weg, abgegangen), den nahe des Ortes der Weg zum Neckarübergang bei Lauffen am Neckar sowie eine alte Römerstraße kreuzen. Die alte Heerstraße von Lauffen nach Schwäbisch Hall ist ebenfalls kaum zwei Kilometer entfernt. Die Niederadligen aus Gendach hatten höchstwahrscheinlich Aufgaben im Zusammenhang mit den Fernwegen, vielleicht kassierten sie Wegzoll oder boten sie Geleitschutz. Sie könnten gleichzeitig einen Hof in Gendach und ihre außerhalb gelegene Burg besessen haben, denn vom häufigen Verkehr zwischen Ort und Burg hat der Burgweg wohl auch seinen Namen.
Über die Nutzungsdauer und den Niedergang der Burg gibt es keine Unterlagen. Verhältnismäßig sicher ist nur, dass die Burg 1507 bei der Erwähnung des Burgstadels bereits abgegangen war. Die Oberamtsbeschreibung von Besigheim erwähnt 1853 den Hainhardtsbuckel am Burgweg auf der linken Seite der Schozach, auf dem sich der Sage nach eine Burg befunden haben soll. Jener Hügel wurde 1948 bei der Begradigung der Schozach eingeebnet.